# ティンカ (小惑星)
ティンカ(1055 Tynka)は、小惑星帯に位置する小惑星の1つである。アルジェリアのアルジェ天文台でチェコのEmil Bucharが発見した。名前は彼の母Tynkaに由来する。